# Manilkara suarezensis
Manilkara suarezensis är en tvåhjärtbladig växtart som beskrevs av Aubrev. Manilkara suarezensis ingår i släktet Manilkara och familjen Sapotaceae. Inga underarter finns listade i Catalogue of Life.